# Grön parakit
Grön parakit (Psittacara holochlorus) är en papegojfågel som förekommer i Centralamerika. Dess systematik är omstridd.

## Utbredning och systematik
Systematiken kring grön parakit är omstridd. Vanligen urskiljs tre underarter i två grupper, med följande utbredning:
- holochlorus-gruppen
  - P. h. holochlorus – förekommer i öppna skogar och tallskogar i södra Mexiko
  - P. h. brewsteri – förekommer i bergsområdena i nordvästra Mexiko (Sonora, Sinaloa och Chihuahua)
- P. h. rubritorquis – förekommer på höglandet i östra Guatemala och norra Nicaragua

IUCN och Birdlife International har en avvikande hållning, där socorroparakiten (P. brevipes) och stillahavsparakiten (P. strenuus) inkluderas i arten samtidigt som rubritorquis urskiljs som egen art, Psittacara rubritorquis.

## Status
IUCN kategoriserar rubritorquis för sig och övriga underarter för sig (inkluderande socorroparakit och stillahavsparakit), båda som livskraftiga.